# Бекичев, Иван Дмитриевич
Иван Дмитриевич Бекичев (10 декабря 1928 года) — советский скульптор, Заслуженный деятель искусств Чечено-Ингушской АССР, Заслуженный художник РСФСР (1972), член Союза художников СССР (1960).

## Биография
Ученик Заслуженного художника Российской Федерации, лауреата Государственной премии имени РСФСР имени Репина Василия Астапова. Один из ведущих скульпторов Северного Кавказа в 1960—1970-е годы. В течение ряда лет был председателем Союза художников Чечено-Ингушетии. Произведения Бекичева экспонировались на целом ряде престижных всесоюзных и международных выставок. Его работы хранятся в музеях России.
В 1968 году участвовал в работе II съезда художников РСФСР, где был избран в состав Правления Союза. В 1969 году был делегатом III съезда художников РСФСР. На IV съезде художников РСФСР в 1976 году был избран в Центральную ревизионную комиссию Союза художников РСФСР. В 1977 году участвовал в работе V съезда художников РСФСР.

## Некоторые произведения
- Памятник Николаю Гикало, Асланбеку Шерипову и Гапуру Ахриеву (гранит, 1973);
- Портрет Героя Социалистического Труда Наурды Эсмухамбетова (мрамор, 1967. Хранится в Национальном музее Чеченской Республики);
- Портрет Сажи Умалатовой (бронза, 1985);
- Портрет участника Великой Отечественной войны А. К. Костина (гипс, тон, 1971);
- Мать партизана М. Нальгиева (гипс, тон, 1971);
- Портрет поэтессы Раисы Ахматовой (гипс, тон, 1972);
- Портрет начальника кузнечно-прессового цеха завода «Красный молот» И. Войцицкого (гипс, тон, 1971);
- Портрет тракториста совхоза «Комсомольский» И. Тумаева (гипс, тон, 1972);